# 本谷砂留

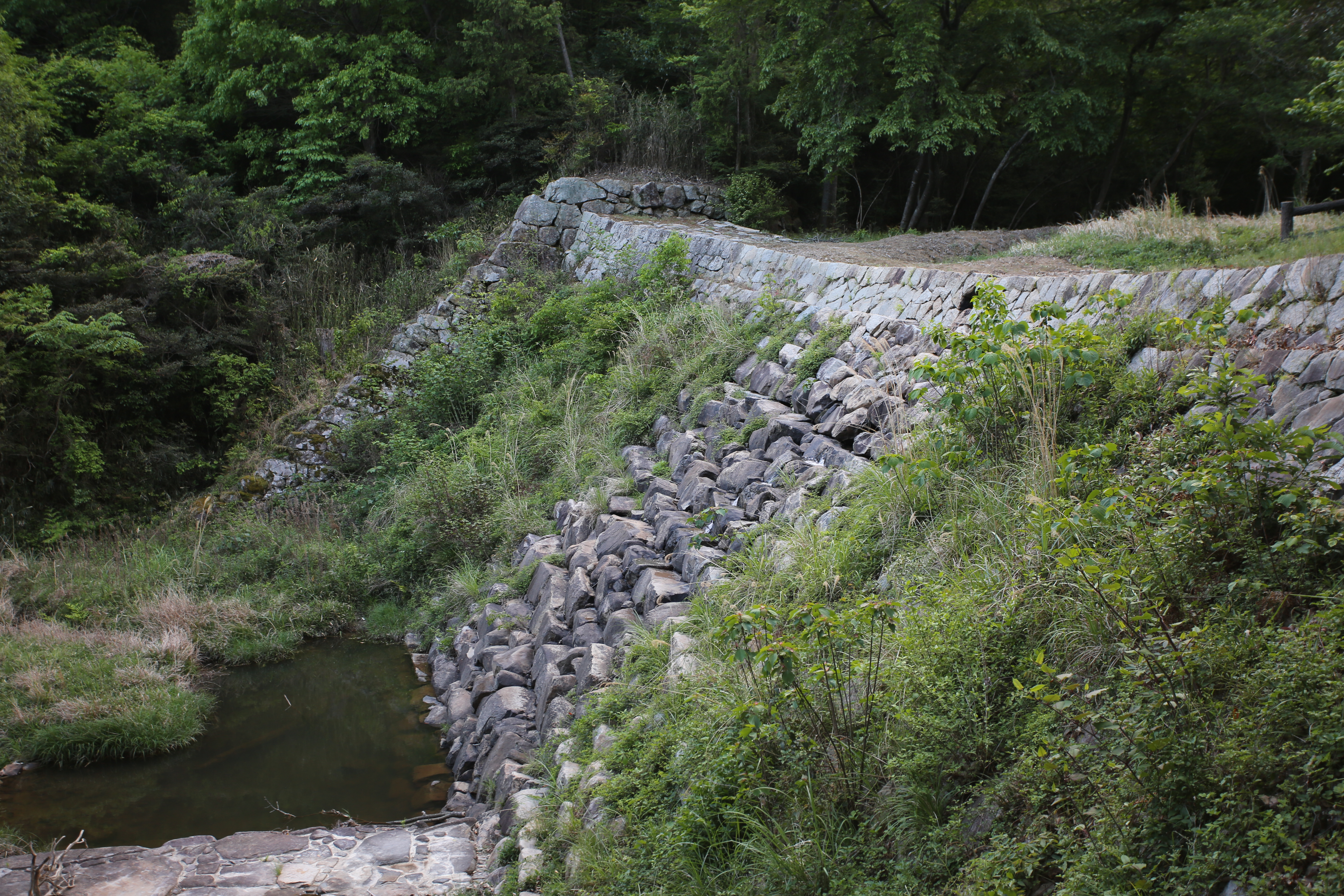
右側より

本谷砂留（ほんたにすなどめ）は、広島県福山市津之郷町にある江戸時代の石積砂防ダム。本谷川砂留（ほんたにがわすなどめ）とも呼ばれる。本谷川の砂防の目的で築かれた。現存する砂留は1基のみ。

## 概要

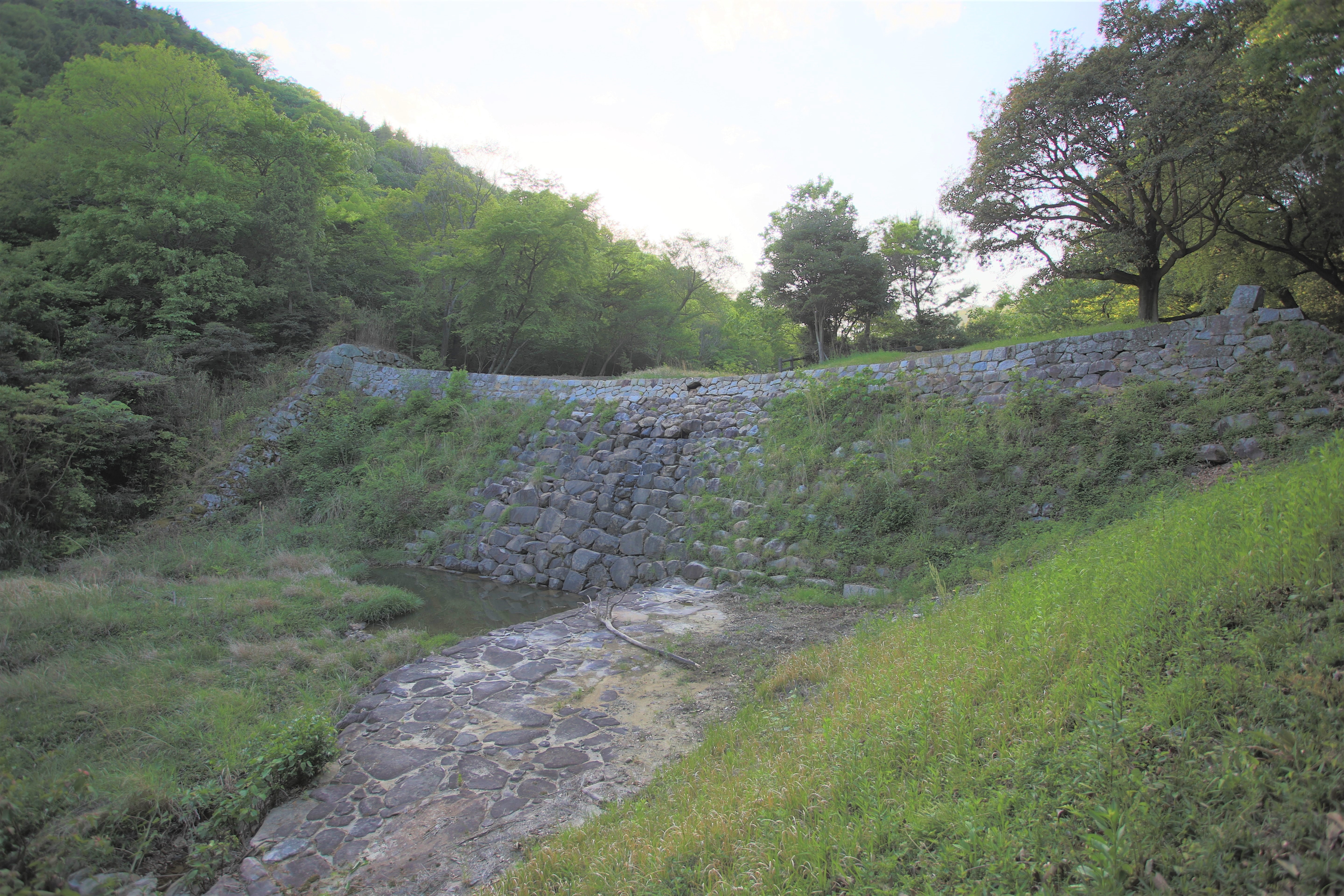
堰堤の左右の曲面

江戸時代中期の1700年代頃に造られたと推定されている。石塊段積（鎧積）堰堤の典型的な砂留で、全体としてアーチ状に石積が組まれている。堰堤高は8.0メートル、堰堤長は38メートル。下段は花崗岩の大石を準成層布積にしており、上段は明治時代以降に嵩上げされた部分となる。堰堤の左右には、砂留の強度を増すために袖石垣が組まれており、日本の城塞の石垣にもみられる美しい曲線美を併せ持つ算木積の技法が採用されている。砂防施設へのこのような石積技術の応用は世界的にも珍しく、福山藩の領土にだけに残る文化遺産とされている。
福山藩で江戸時代中期の1700-1800年にかけて砂留が造られ始め、明治時代まで続いた経緯については福山藩の砂留を参照のこと。

## 本谷川砂防学習ゾーン
広島県は、歴史的価値をもつ本谷砂留を保全するために、本谷砂留の上流域を中心に石積の護岸工事を施すとともに、「親水公園」を中心とした自然公園の設置を行った。この整備事業は国から「砂防学習ゾーンモデル事業」として、広島県内で最初に認定された。管理は広島県福山土木建築事務所。周囲には東屋や散策路も整備される。

## 交通
- JR福山駅より中国バスの谷尻バス停下車、本谷川に沿って北西方向に徒歩20分。
- 山陽高速道路福山サービスエリアよりスマートインターチェンジより2.5km、途中狭小路あり大型車通行不可[1]。
- 大型車両は、広島県道157号松永新市線で「福山ふれあいランド」まで登り、そこから東側に2km進み、3つの溜池と「親水公園」を過ぎた先に砂留がある。